# Schloss Wasserberg

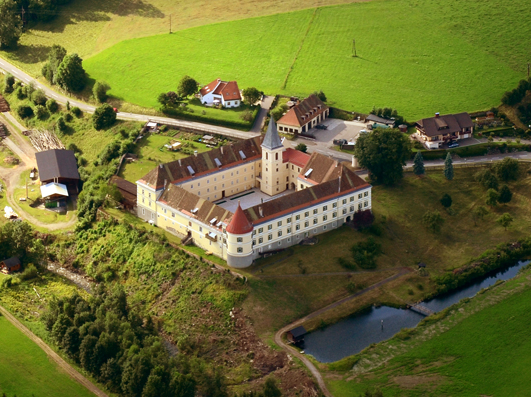
Schloss Wasserberg

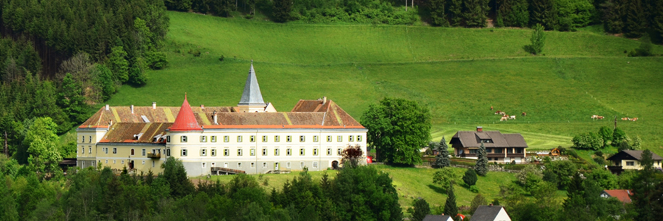
Ansicht von Südosten

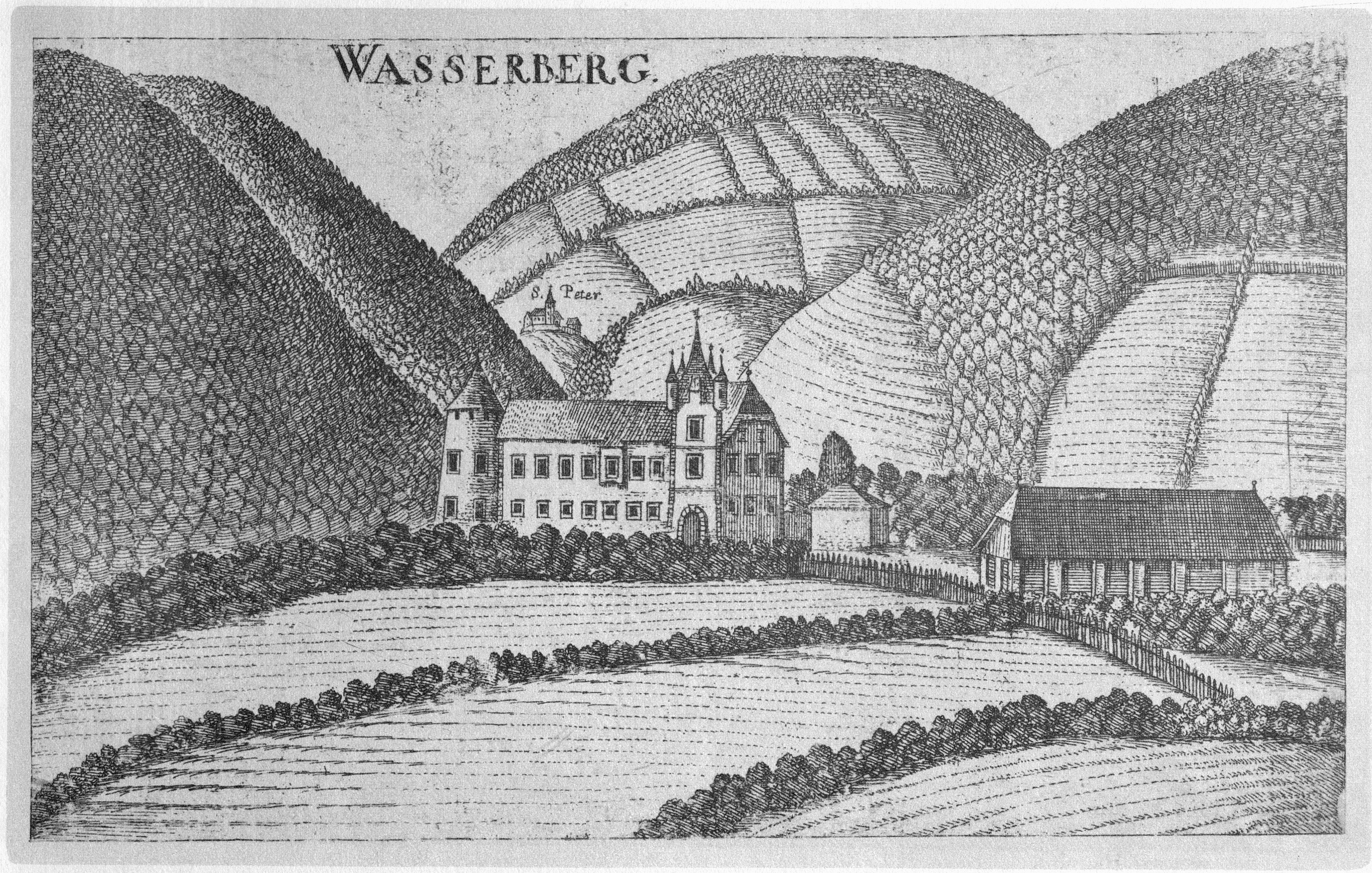
Schloss Wasserberg 1681, Kupferstich von Georg Matthäus Vischer

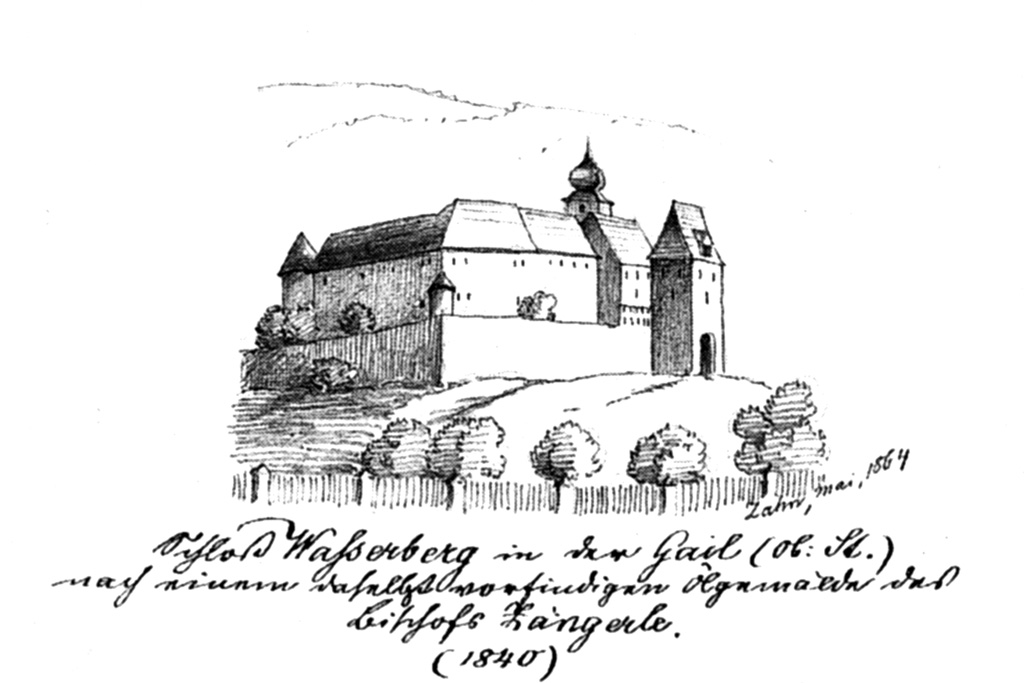
Schloss Wasserberg 1840, Zeichnung veröffentlicht von Joseph von Zahn

Das Schloss Wasserberg ist ein Schloss in der Gemeinde Gaal bei Knittelfeld, Steiermark, Österreich.

## Lage
In dem Winkel, den die Bäche Ingering und Gaal bilden, liegt auf einem kleinen Hügel das Schloss, das einst von einem breiten Wassergraben und Sümpfen umgeben war. 

## Geschichte
Das obere Ingeringtal sowie das Gaaltal kamen um 860 an das Erzbistum Salzburg. Die Erzbischöfe haben möglicherweise schon im 10. Jahrhundert an der Stelle des späteren Schlosses einen Wehrbau errichten lassen und mit Salzburger Dienstmannen besetzt.
1174 bestätigt Markgraf Ottokar die Schenkung eines Waldes bei wazerperc durch Poppo von Tirnberch an das Stift Seckau. Der Vertreter des Markgrafen, Reinbert von Mureck, zeigte dem Stift die Grenzen dieses Waldes an.
Zur Gründung des Bistums Seckau im Jahre 1218 schenkte der Erzbischof von Salzburg das Gebiet um Wasserberg dem Bischof von Seckau. Um 1260 ließ Bernhard von Seckau auf dem Schenkungsgut eine Burg bauen, die den Namen der Gegend erhielt. Im 13. und 15. Jahrhundert wurde die Burg vereinzelt auch nach den Besitzern Seccoburg = Seccauburg benannt, was sich allerdings nicht durchsetzte.
1261 erscheint als Burggraf des Bischofs Otto von Wasserberg aus dem Geschlecht der Galler (Geuler). Dietmar aus der Geul, der Vater des Steirischen Reimchronisten Ottokar aus der Gaal, eroberte 1276 die Burg und verjagte die Böhmen, nachdem die Burg durch Bischof Wernhart von Seckau, der auf der Seite König Ottokars stand, an die Böhmen übergeben worden war. König Rudolf von Habsburg gab die Burg im gleichen Jahr an den Bischof von Seckau zurück.
Bischof Rudmar von Hader (1337–1355) stellte in Wasserberg zahlreiche Urkunden aus.
1338 erhielt er von Herzog Albrecht II. das Fischrecht am Ingeringsee und 1358 das Patronanzrecht über die Pfarrkirche in der Gaal.
1343 erscheint Otto der Geuler als Burggraf auf dem Schloss, 1347 gemeinsam mit Niklas dem Geuler, der dieses Amt bis 1367 innehatte. Auf Niklas Galler folgte als Burggraf und Landrichter Nicla der Ennstaler, der noch 1403 diese Stelle besetzte.
1479 übergab Bischof Christoph von Seckau Wasserberg den Ungarn. 1480 wurde die Burg von den kaiserlichen Truppen unter Feldhauptmann Andreas Lueger wieder eingenommen.
Der Nachfolger Bischof Christophs, Bischof Matthias Scheit, stellte sich auf die Seite des Kaisers Friedrich III. Lueger wollte die Burg aber nicht herausgeben und hat den Leuten des Bischofs mancherley widerwärtigkeit zugefügt, wie es 1482 in einem Bericht heißt. Nach einem Befehl Kaiser Friedrichs III. gab Lueger die Burg schließlich an den Seckauer Bischof zurück.
Unter Bischof Matthias Scheit (1482–1503/12) wurde die Burg zu einem Schloss ausgebaut. Im Zuge einer langen Auseinandersetzung mit dem Seckauer Dompropst starb Bischof Matthias 1512 exkommuniziert in Wasserberg.
1482 saß Jörg Mertschtainer als bischöflicher Burggraf auf dem nun wieder Seccoburg genannten Schloss.
Im 16. Jahrhundert waren Andree Zach von Lobming (1521–1538) und Lienhardt Muerer (seit 1540) als Verwalter des Bischofs auf dem Schloss. Die hohen Türkensteuern zwangen 1555 den Bischof Petrus, Schloss und Herrschaft Wasserberg gegen Wiederlösung binnen 10 Jahren um 10.000 fl an Christoph Haymer zu versetzen.
Nach der Rücklösung wurde die Herrschaft 1565 auf 10 Jahre an Zacharias Gabelkhoven verpachtet. 1573 übernahm Gabelkhovens Witwe die Pachtung. 1574 bewarben sich um die erledigte Pacht Paul Persicus, der vom Erzbischof von Salzburg empfohlen wurde und Adam von Gallenberg, der von Erzherzog Karl empfohlen wurde. Werd die sach erst über 14 Tage angreifen meinte der Bischof dazu in einem Schreiben.
1590 ging der Bischof wieder dazu über, Verwalter einzusetzen, die Rechnung legen mussten:
- 1599–1603 Raimund Eberlein
- 1610–1630 Hans Jakob von Gabelkhoven
- 1640–1649 Hans Wilhelm Grießler
- 1649–1664 Martin von Ehrberg
- 1666–1671 Andreas Christoph von Rindsmaul (Adelsgeschlecht)
- 1671–1690 Johann Egger
- 1690–1700 Franz Kammerlander

Nach dem Dreißigjährigen Krieg beklagte sich 1649 der Verwalter Martin von Ehrberg, dass er täglich 40 Soldatenportionen geben müsse und hoffte, dass diese ungebetenen Gäste bald wieder abziehen würden.
Die Herrschaft Wasserberg umfasste 36 Mühlen, zwei Stampfen, einen Burgfried und Untertanen in weit verstreuten Ämtern. Zum Meierhof gehörten Wiesen, Felder und Almen.
1844 wurden Herrschaft und Schloss Wasserberg nach fast 600 Jahren in bischöflichem Besitz an Maximilian Seßler aus der damals wichtigsten Gewerkenfamilie des Mürztales verkauft. Seßler nahm bis 1848 bedeutende Erweiterungen und Umbauten vor.
Nach dem Tod Maximilian Seßlers (1862) veräußerten seine Erben im Jahr 1880 das Schloss an den Wiener Julius Maya. Er betrieb für eine kurze Zeit ein Mehrkantholz- (5 Jahre) und ein Sensenwerk (2 Jahre).
1884 ging das Schloss in den Besitz von Gottfried Dub über, der es 1891 an Baron Hans von Westerhagen weiterverkaufte. Dieser ließ einen Park an der Süd- und Ostseite des Schlosses anlegen.
Nach einem weiteren Besitzerwechsel (Leopold Grünhut, 1893–1894) verwirklichten die nachfolgenden Eigentümer, Graf Max Arco-Zinneberg (1894–1897) und Prinz Arnulf von Bayern (1897–1906) Pläne zur Adaptierung des Schlosses für den Tourismus. Sie bauten das Gebäude um und eröffneten im Juni 1895 das Alpenhotel mit Restauration für Sommergäste. 1897 wurde der Betrieb zu einer Kneippschen und klimatischen Kuranstalt samt eigenem Kurarzt erweitert.
Der neue Besitzer Karl von Thullieres Graf von Montjoye la Roche (1906–1912) stellte den Hotelbetrieb ein.
1913 ging das Schloss in den Besitz von Stift Heiligenkreuz-Neukloster über. Im Ersten Weltkrieg wurden im Schloss Wasserberg russische Offiziere untergebracht und nach deren Abzug im Juni 1915 wurden verwundete österreichische Offiziere einquartiert. In der Zwischenkriegszeit beherbergte das Schloss eine Ferienkolonie erholungsbedürftiger Kinder.
Nach dem Anschluss Österreichs an Deutschland wurde das Schloss Wasserberg mit den dazugehörigen Wäldern und Ländereien 1939 von der Reichsforstverwaltung übernommen.
1945 ging die Verantwortung an eine Treuhand-Verwaltung des Landes Steiermark. Das Stift Heiligenkreuz strengte einen Rückstellungsprozess an, in dem 1950 zu seinen Gunsten entschieden wurde. So gingen Schloss und Forstgut wieder in den Besitz von Stift Heiligenkreuz über.

## Besitzer
- 1260–1844 Bistum (Graz-)Seckau
- 1844–1880 Maximilian Seßler (gest. 1862), danach Familie Seßler
- 1880–1884 Julius Maya
- 1884–1891 Gottfried Dub
- 1891–1893 Baron Hans von Westerhagen
- 1893–1894 Leopold Grünhut
- 1894–1897 Graf Max Arco-Zinneberg
- 1897–1906 Prinz Arnulf von Bayern
- 1906–1912 Karl von Thuillieres Graf von Montjoye la Roche
- 1913–1939 Stift Heiligenkreuz-Neukloster
- 1939–1945 Reichsforstverwaltung
- 1945–1950 Treuhandverwaltung des Landes Steiermark
- seit 1950 Stift Heiligenkreuz

## Kunstgeschichte

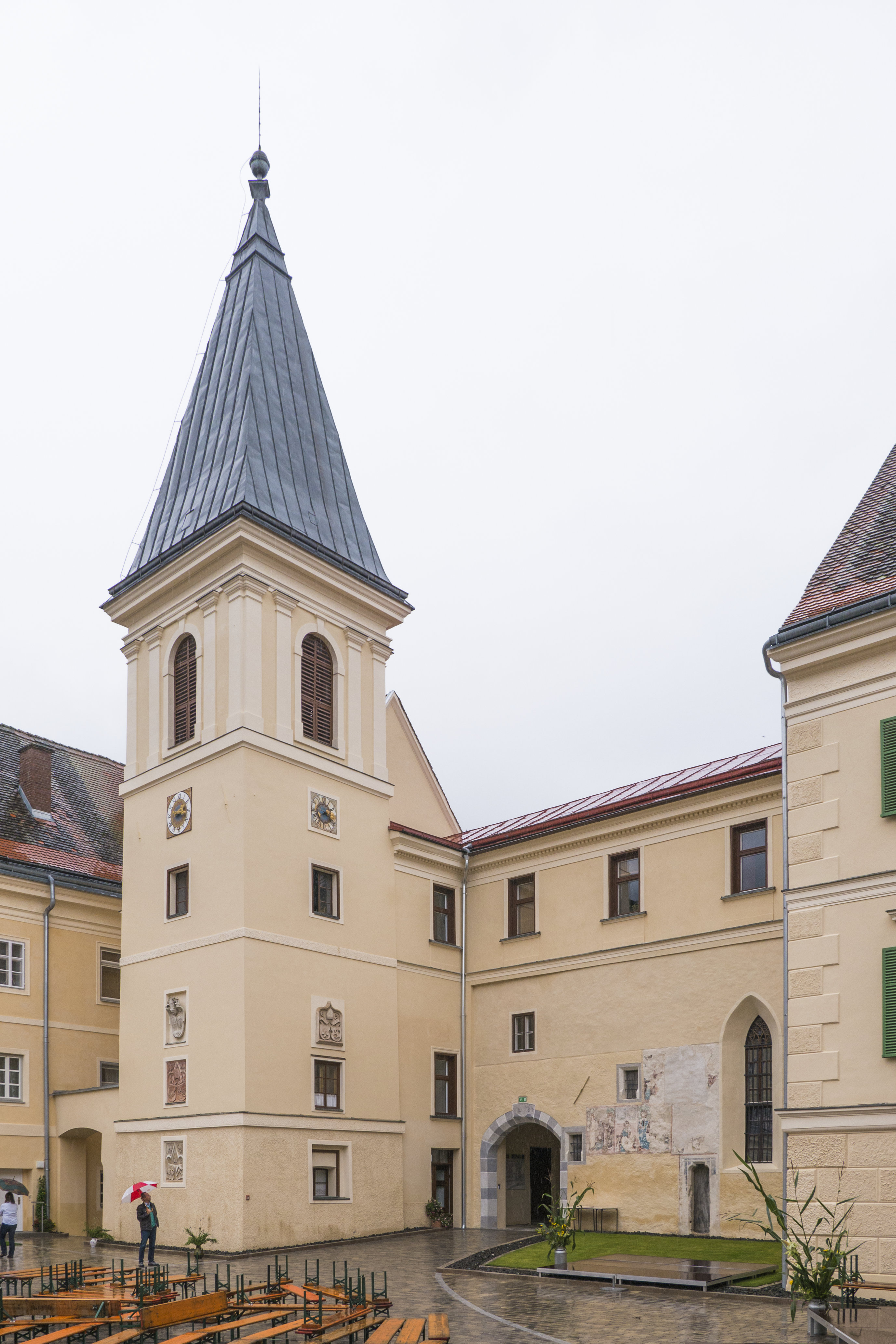
Innenhof mit Wappensteinen am Turm und spätgotischen Fresken

Die vier Flügel des Schlosses umschließen einen geräumigen Hof. Der Rundturm in der Südostecke weist romanische Bausubstanz auf und ist als einziger der ursprünglich vier Ecktürme erhalten geblieben. Die Untergeschoße im Süd-, Ost- und Nordtrakt sind gotisch.
Neben dem Torbogen erhebt sich in der nordwestlichen Hofecke ein Turm, dessen Unterbau ebenfalls gotisch ist. Das Obergeschoß mit einem Spitzhelm stammt jedoch aus dem Barock. Die beiden Glocken stammen aus dem 14. und 15. Jahrhundert. Am Turm sind die Wappensteine des Bischofs Matthias Scheit (datiert 1483), des Industriellen Maximilian Seßler (datiert 1846) und der Äbte Gregor Pöck und Franz Gaumannmüller angebracht.
Einige Räume des Schlosses wurden im Jahr 2013 saniert und der Innenhof neugestaltet. Dabei wird in der südöstlichen Ecke ein Brunnen aus dem 15. Jahrhundert freigelegt. Das Zentrum des Hofes bildet ein 12 Tonnen schwerer Stein aus der Umgebung („Wasser-Berg“), gekrönt von einer Vogelskulptur von Raphael Statt.

## Schloss-Kapellen

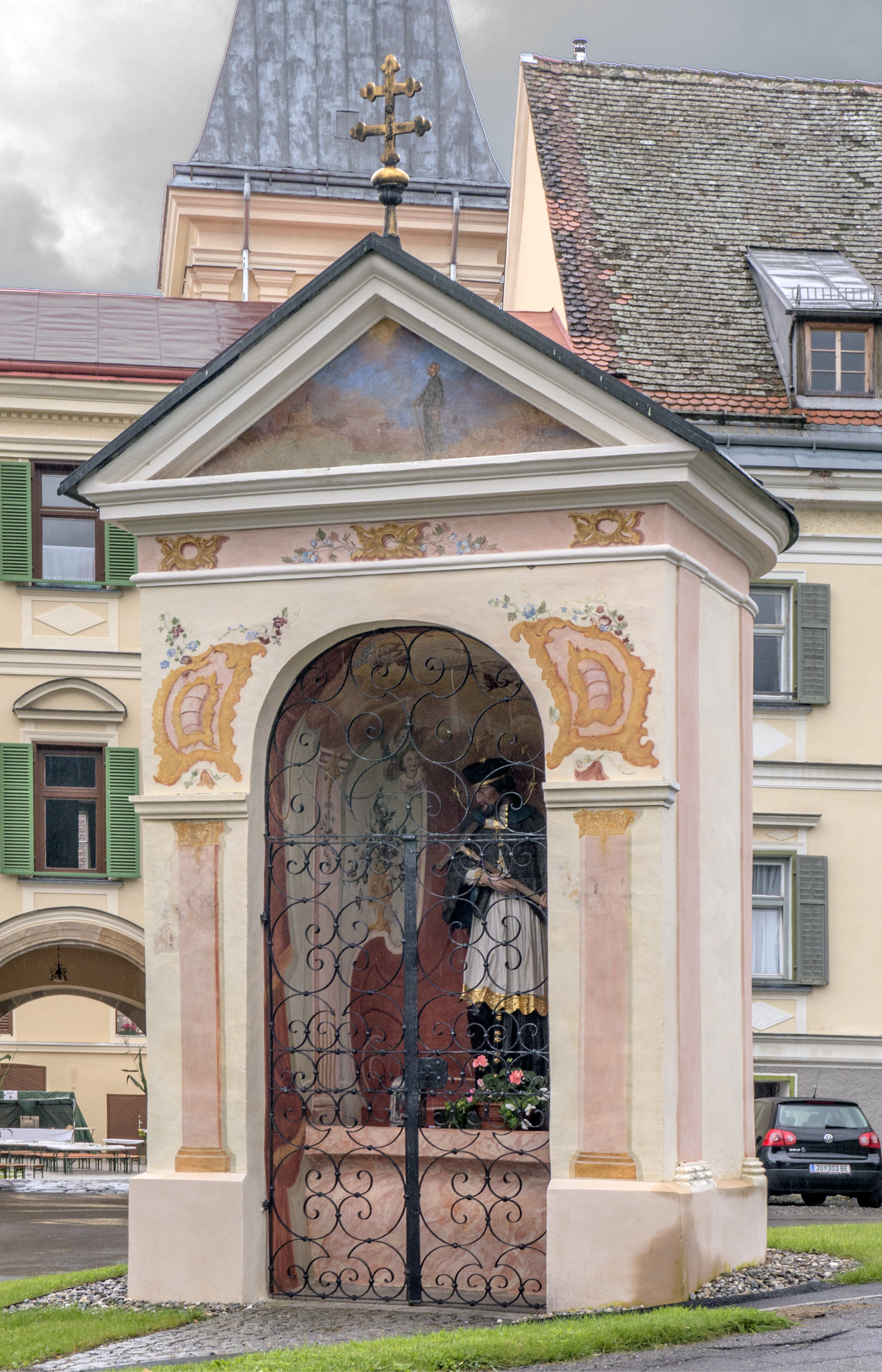
Johannes-Nepomuk-Kapelle

Im Nordtrakt liegt die Schloss-Kapelle. Bei einer Restaurierung im Jahr 1976 werden die im 19. Jahrhundert veränderten Grundmauern der Kapelle freigelegt, sowie die im Hof sichtbaren spätgotischen Fresken (datiert 1492). Zu erkennen sind: Maria mit dem Christuskind, auf der rechten Seite die hl. Barbara, links weitere Heilige. Im Jahr 1977 wurde diese freigelegten Fresken restauriert.
Der Innenraum der Kapelle ist spätgotisch mit einem Sternrippengewölbe auf Bündeldiensten. Am neubarocken Altar hängt die Kopie eins Bildes von Martin Altomonte.
Vor dem Schloss befindet sich noch eine kleine Kapelle, die Johannes-Nepomuk-Kapelle. Sie ist ein barocker Bau mit Halbkreisschluss und Eisengitter. Die Statue des heiligen Nepomuk stammt aus dem dritten Viertel des 18. Jahrhunderts, ebenso die Wandmalereien an der Außenseite mit Heiligendarstellungen in Rokokorahmung.